# Романьки
Романьки́ — село в Україні, у Остерській міській громаді Чернігівського району Чернігівської області. Населення становить 94 особи. До 2016 орган місцевого самоврядування — Остерська міська рада.

## Історія
В Списку наявних у Малоросійській губернії селищ 1799-1801 років в "деревне" Романьки проживало 22 душі.
За описом 1866 року Романьки, козацьке село на річці Остер, налічувало 7 дворів та 30 мешканців.
З 1923 по 1962 рік село підпорядковувалось Кошанівській сільській раді  Остерського району.
12 червня 2020 року, відповідно до розпорядження Кабінету Міністрів України № 730-р «Про визначення адміністративних центрів та затвердження територій територіальних громад Чернігівської області», увійшло до складу Остерської міської громади.
19 липня 2020 року, в результаті адміністративно - територіальної реформи та ліквідації колишнього Козелецького району, село увійшло до складу новоутвореного Чернігівського району Чернігівської області.

## Населення

### Мова
Розподіл населення за рідною мовою за даними перепису 2001 року:
| Мова       | Кількість | Відсоток |
| ---------- | --------- | -------- |
| українська | 124       | 99.2%    |
| російська  | 1         | 0.8%     |
| Усього     | 125       | 100%     |